# Hidrografia da Rússia

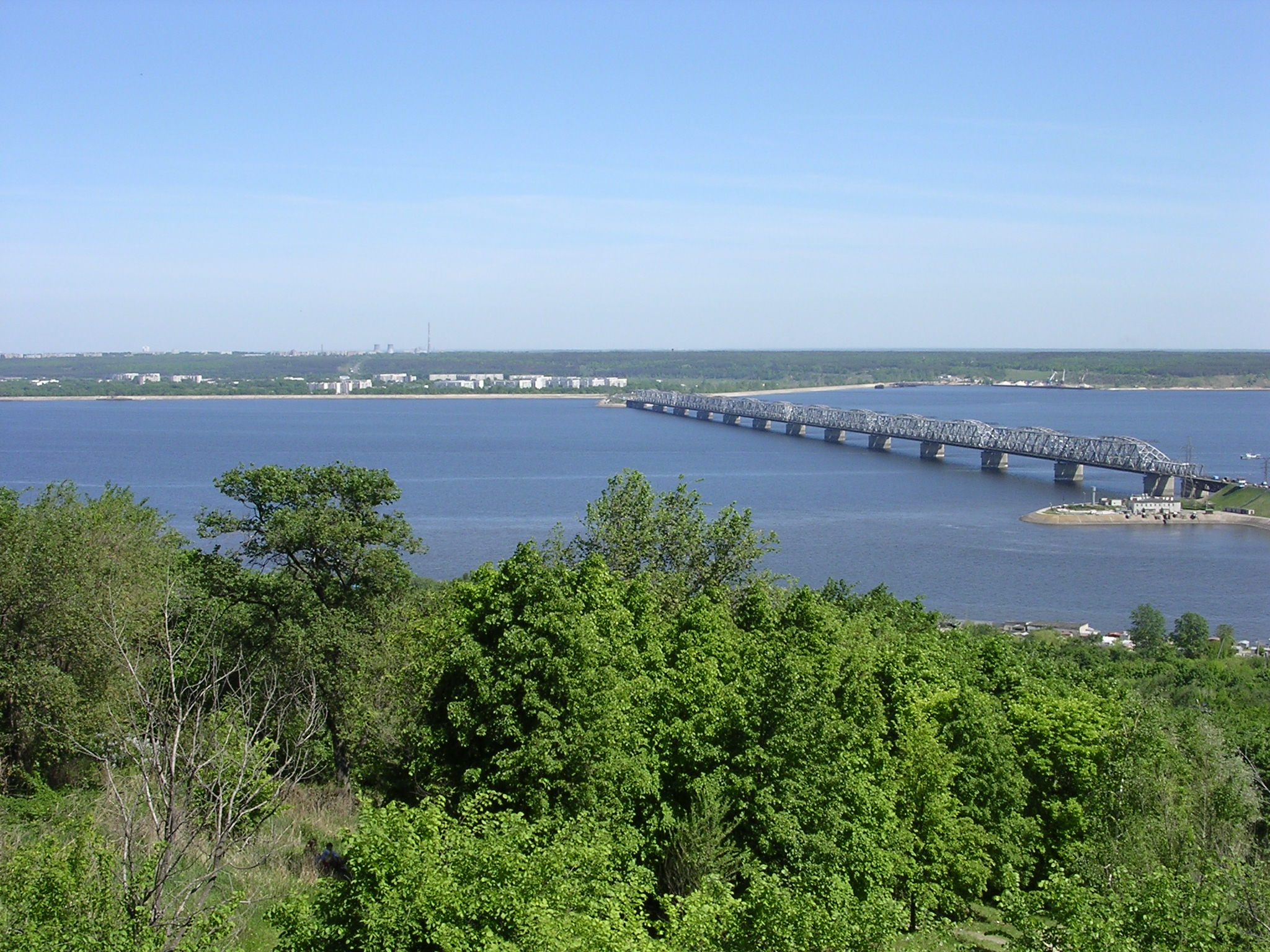
Rio Volga.

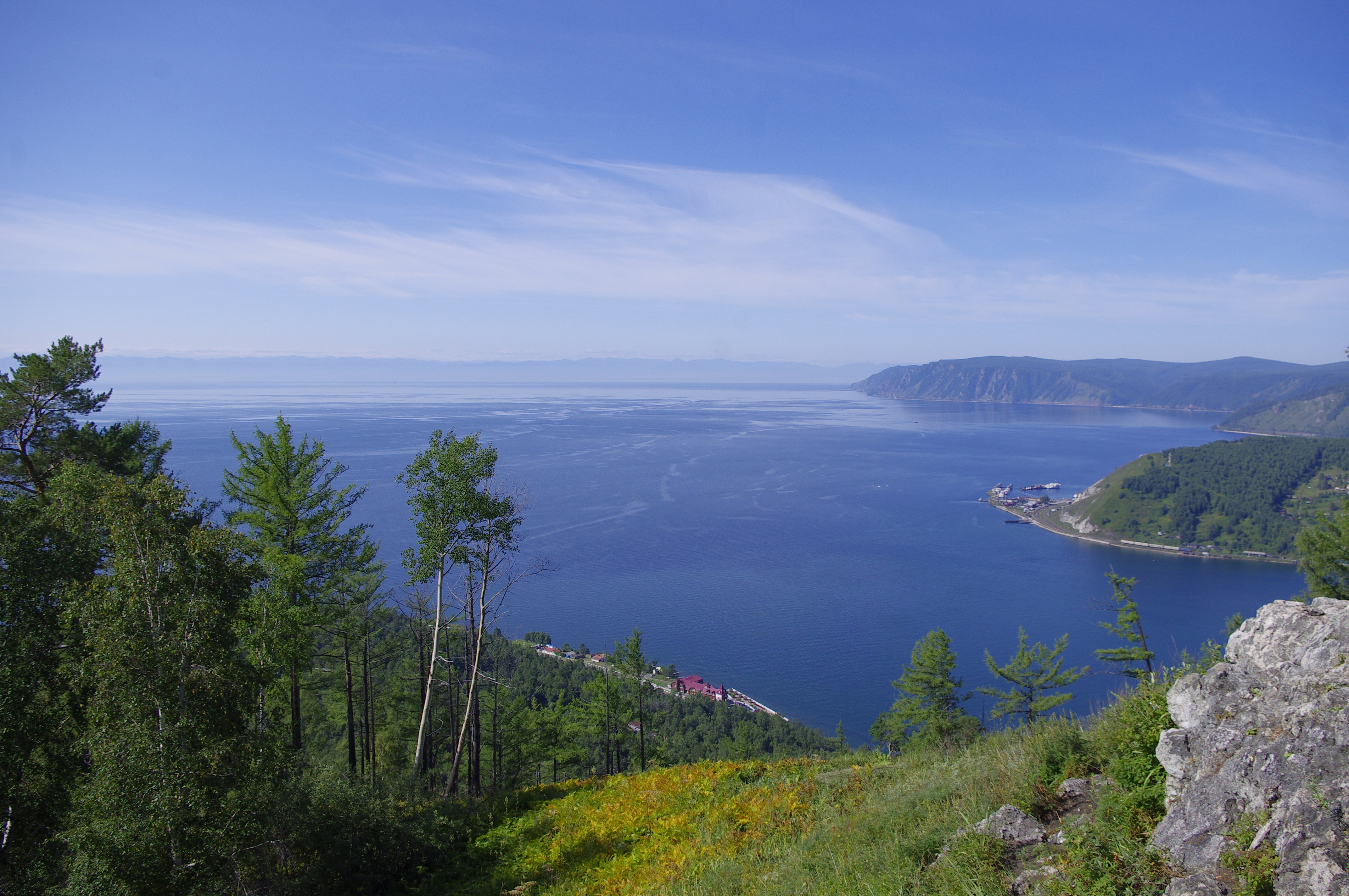
Lago Baical.

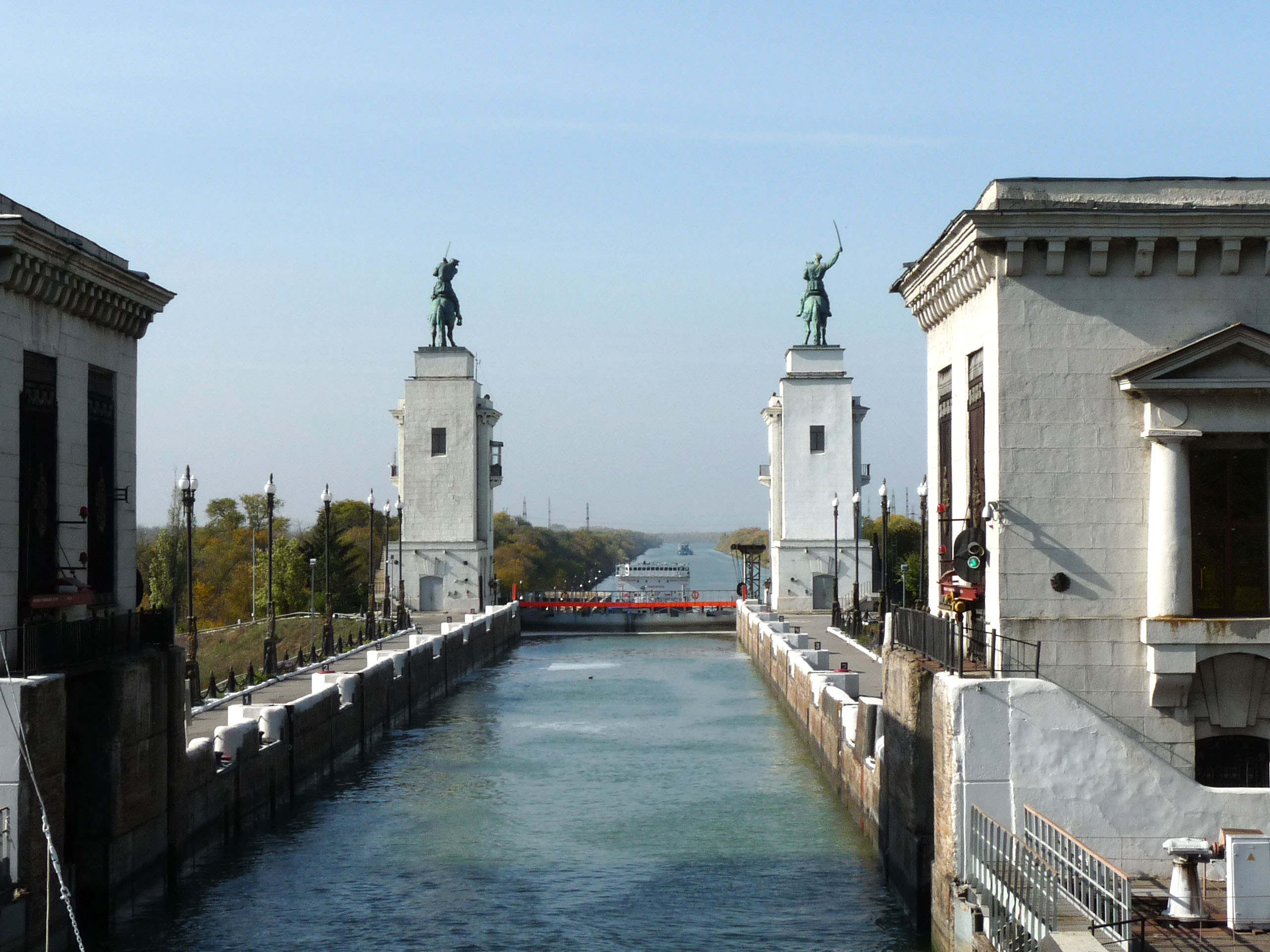
Canal Volga-Dom.

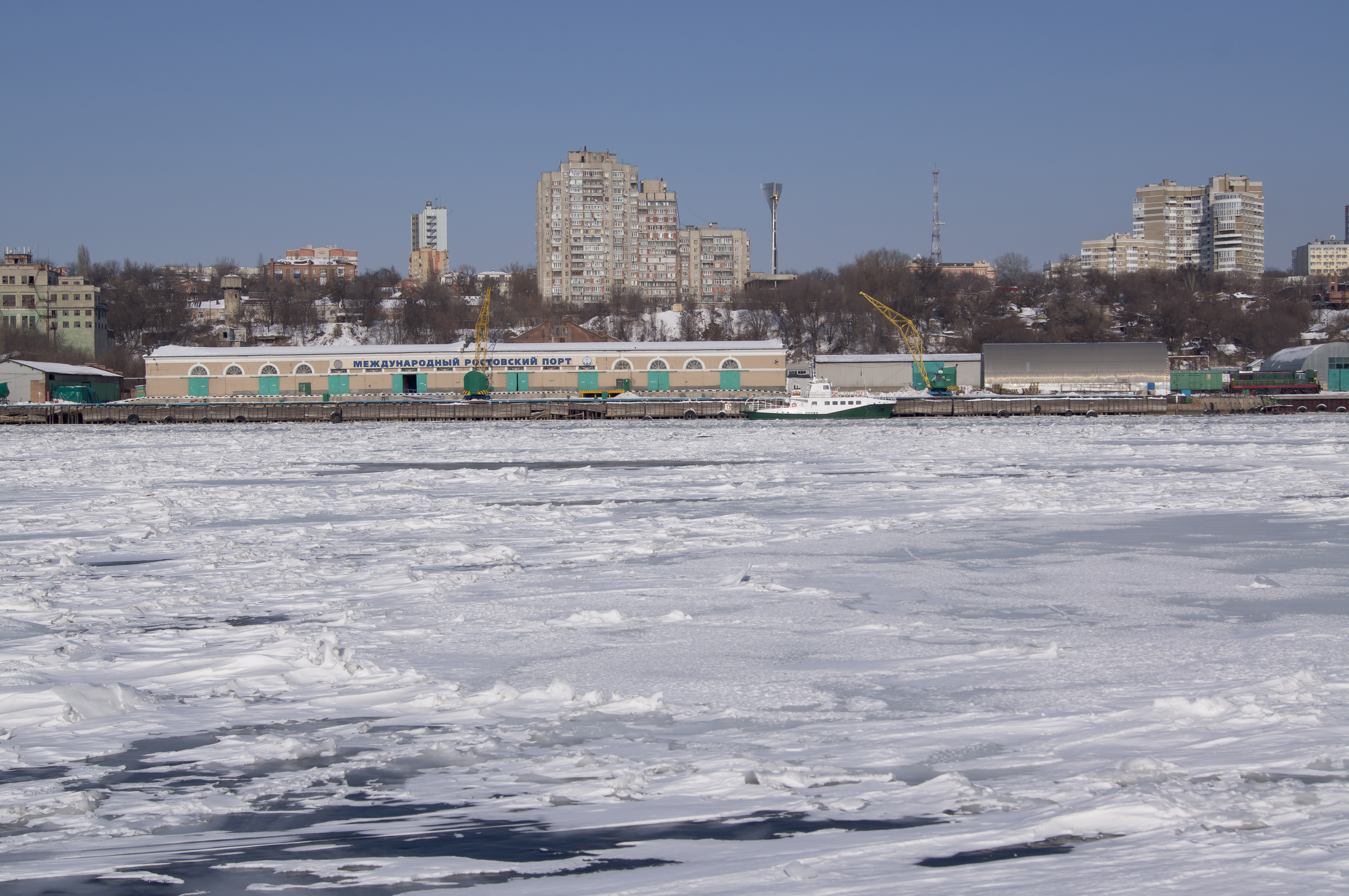
Porto de Rostov-on-Don

A Hidrografia da Rússia é uma parte vital da geografia e da vida do país, proporcionando recursos naturais, habitat para a vida selvagem e oportunidades econômicas para milhões de pessoas. Ela é caracterizada por uma rede de rios imponentes, lagos majestosos, uma extensa linha costeira que se estende por dois oceanos e vários mares, além de longos canais que desempenham um papel importante na infraestrutura de transporte e na economia do país. Como o maior país do mundo em área terrestre, a Rússia possui uma riqueza incrível de recursos hídricos, que desempenham um papel vital na geografia, economia e ecologia do país. Proteger e conservar esses recursos hídricos é essencial para garantir um futuro sustentável e saudável para a Rússia e para as gerações futuras.

## Rios
Os rios da Rússia desempenham um papel crucial no transporte, na agricultura, na indústria e na vida cotidiana de milhões de russos. Alguns dos rios mais importantes incluem:
- Rio Volga: O Volga é o rio mais longo da Europa, estendendo-se por cerca de 3.530 quilômetros. Ele desempenha um papel vital na economia russa, fornecendo transporte, água para irrigação e energia hidrelétrica.
- Rio Lena: Localizado na Sibéria Oriental, o Lena é um dos maiores rios da Rússia, com cerca de 4.400 quilômetros de extensão. Ele corre através de vastas extensões de tundra e floresta boreal, desempenhando um papel importante na regulação do clima e na biodiversidade da região.
- Rio Ob: O Ob é um dos principais rios da Sibéria Ocidental, com cerca de 3.500 quilômetros de extensão. Ele é um importante corredor de transporte e fonte de recursos naturais para a região.
- Rio Amur: Localizado no Extremo Oriente russo, o Amur é um rio importante que forma parte da fronteira entre a Rússia e a China. Ele desempenha um papel vital na ecologia e na economia da região.

## Lagos
A Rússia é o lar de muitos lagos majestosos, muitos dos quais são de origem glacial. Alguns dos lagos mais importantes incluem:
- Lago Baikal: O Lago Baikal, localizado na Sibéria Oriental, é o maior e mais profundo lago de água doce do mundo. Ele contém cerca de 20% da água doce não congelada do planeta e é um Patrimônio Mundial da UNESCO.
- Lago Ladoga: Localizado ao noroeste de São Petersburgo, o Lago Ladoga é o maior lago da Europa, em termos de área, e desempenha um papel importante na economia e ecologia da região.
- Lago Onega: Outro grande lago na Rússia europeia, o Lago Onega é conhecido por suas belas paisagens e ilhas pitorescas.

## Canais
Os canais na Rússia desempenham um papel importante na infraestrutura de transporte e na economia do país. Embora a Rússia seja mais conhecida por sua vasta rede de rios naturais, os canais artificiais também têm desempenhado um papel significativo ao longo da história, ajudando a conectar diferentes regiões do país e facilitar o transporte de mercadorias.
- Canal Volga-Dom: Um dos canais mais importantes da Rússia é o Canal Volga-Don, que conecta os rios Volga e Don. Este canal foi construído entre 1930 e 1952 e possui cerca de 101 quilômetros de extensão. Ele desempenha um papel vital no transporte de mercadorias entre o Mar Cáspio e o Mar de Azov, proporcionando uma rota alternativa ao longo do rio Volga e evitando a necessidade de navegar pelo perigoso estreito de Kerch.
- Canal Moscou-Volga: Outro canal significativo é o Canal Moscou-Volga, que conecta a capital russa, Moscou, ao rio Volga. Este canal, concluído em 1937, tem aproximadamente 128 quilômetros de comprimento e permite a navegação entre Moscou e o sistema de vias navegáveis do rio Volga.
- Canal Mar Branco-Báltico: O Canal Mar Báltico-Mar Branco, também conhecido como Canal Mar Branco-Báltico, é outro canal importante na Rússia. Ele conecta o Mar Báltico ao Mar Branco, proporcionando uma rota de navegação interna para os navios que transportam mercadorias entre os dois mares. Este canal foi concluído em 1933 e tem aproximadamente 227 quilômetros de extensão.
- Canais de São Petersburgo: A cidade de São Petersburgo, conhecida como a "Veneza do Norte", é atravessada por uma série de canais que desempenham um papel importante no transporte e na estética da cidade. Os canais de São Petersburgo são usados para navegação recreativa, turismo e transporte de mercadorias pela cidade.
- Canal Volga-Báltico: O Canal do Mar Branco ao Mar Báltico, também conhecido como Canal do Báltico, é um canal artificial que conecta o Mar Branco ao Golfo da Finlândia no Mar Báltico. Ele foi inaugurado em 1964 e possui aproximadamente 141 quilômetros de extensão. Este canal é importante para o transporte de mercadorias entre a Rússia europeia e a região do Ártico.

## Costa
A Rússia possui uma extensa linha costeira ao longo do Oceano Ártico, do Oceano Pacífico e do Mar Negro. Alguns dos recursos costeiros mais importantes incluem:
- Costa do Ártico: A costa do Ártico russo é caracterizada por penínsulas escarpadas, fiordes profundos e uma paisagem ártica única. É uma região de grande importância ecológica, com uma abundância de vida selvagem, incluindo ursos polares, focas e aves marinhas.
- Costa do Pacífico: A costa do Pacífico russo, ao longo do Extremo Oriente, é rica em biodiversidade marinha e recursos naturais. É também uma área de atividade sísmica significativa, com uma série de vulcões ativos e terremotos.
- Costa do Mar Negro: A costa do Mar Negro, ao longo do sul da Rússia, é conhecida por suas belas praias, clima ameno e resorts turísticos populares.